# Problema de Fermi-Pasta-Ulam-Tsingou
En física, el problema de Fermi-Pasta-Ulam-Tsingou (FPUT), anteriormente llamado problema de Fermi-Pasta-Ulam, es la aparente paradoja en teoría del caos de que muchos sistemas físicos lo bastante complicados presentan un comportamiento casi exactamente periódico (llamado recurrencia de Fermi-Pasta-Ulam-Tsingou, o recurrencia de Fermi-Pasta-Ulam), en lugar del comportamiento ergódico que sería esperable. Esto resultó una sorpresa para físicos como Enrico Fermi, que esperaban que los sistemas se termalizaran en un tiempo relativamente corto, esto es, que todos los modos vibracionales acabaran apareciendo con la misma intensidad, debido al teorema de equipartición o, de forma más general, a la hipótesis ergódica. Sin embargo, el sistema que estudiaban parecía evitar la hipótesis ergódica. Aunque se podía observar fácilmente la recurrencia, se terminó comprobando que en periodos de tiempo mucho mayores el sistema terminaba termalizando. Se han propuesto varias teorías distintas para explicar el comportamiento de este sistema, y aún permanece siendo un tema activo de investigación.
La intención original era encontrar un problema físico que aprovechara las simulaciones numéricas del recientemente introducido MANIAC I. Fermi creía que la termalización sería un reto computacional adecuado. Como tal, representa uno de los primeros usos de computadoras digitales en la investigación matemática. Al mismo tiempo, los resultados inesperados impulsaron el estudio de los sistemas no lineales.

## El experimento de FPUT

Si no existe no linealidad (morado), toda la amplitud en un modo permanecerá en ese modo. Si se introduce una no linealidad cuadrática en la cadena elástica, la energía se puede propagar por todos los modos, pero si se espera lo suficiente (dos minutos en la animación) se puede ver la amplitud regresar al modo original.

En el verano de 1953, Enrico Fermi, John Pasta, Stanisław Ulam y Mary Tsingou llevaron a cabo simulaciones computacionales de una cuerda vibrante que incluía un término no lineal (cuadrático en la primera prueba, cúbico en la segunda, y una aproximación punto a punto de uno cúbico en la tercera). Encontraron que el comportamiento del sistema era bastante diferente a lo que la intuición les haría esperar. Fermi pensaba tras las suficientes iteraciones el sistema terminaría mostrando termalización, un comportamiento ergódico en el que la influencia de los modos iniciales de vibración desaparece y el sistema se vuelve más o menos aleatorio con todos los modos excitados más o menos por igual. En lugar de ello, el sistema mostró un complejo comportamiento cuasiperiódico. Publicaron sus resultados en un informe técnico en Los Álamos en 1955. Fermi falleció en 1954, por lo que el informe fue publicado tras su muerte.
En 2020, la revista National Security Science publicó un artículo sobre Tsingou que incluyó sus comentarios y reflexiones históricas sobre el problema de FPUT. En el artículo, Tsingou afirmó: «Recuerdo sentarme un día con Pasta y Ulam», mientras pensaban en «algunos problemas que podríamos hacer en el ordenador, algunos problemas realmente matemáticos». Probaron distintas cosas, pero finalmente «se les ocurrió esta cuerda vibrante».
El experimento de FPUT fue importante tanto para mostrar la complejidad del comportamiento de los sistemas no lineales como el valor de la simulación numérica en el análisis de sistemas.

### Cambio de nombre
El artículo original nombra a Fermi, Pasta y Ulam como autores (aunque Fermi falleció antes de escribirse el informe), con un agradecimiento a Tsingou por su trabajo programando las simulaciones del MANIAC. Las contribuciones de Mary Tsingou al problema de FPUT fueron ampliamente ignoradas por la comunidad hasta que Dauxois (2008) publicó información adicional sobre el desarrollo y reclamó que el problema fuera renombrado para atribuírselo también a ella.

## El sistema de red de FPUT
Fermi, Pasta, Ulam y Tsingou simularon la cuerda vibrante resolviendo el siguiente sistema discreto de osciladores acoplados a primeros vecinos. Sean N osciladores representando una cuerda de longitud {\displaystyle \ell } con posiciones de equilibrio {\displaystyle p_{j}=jh,\ j=0,\dots ,N-1}, donde {\displaystyle h=\ell /(N-1)} es el espaciado de la red. Entonces, la posición del j-ésimo oscilador en función del tiempo es {\displaystyle X_{j}(t)=p_{j}+x_{j}(t)}, de forma que {\displaystyle x_{j}(t)} mide el desplazamiento del equilibrio. FPUT usaron las siguientes ecuaciones del movimiento.
{\displaystyle m{\ddot {x}}_{j}=k(x_{j+1}+x_{j-1}-2x_{j})[1+\alpha (x_{j+1}-x_{j-1})].}
Esto es simplemente la segunda ley de Newton para la partícula j-ésima. El primer factor {\displaystyle k(x_{j+1}+x_{j-1}-2x_{j})} es la fuerza en la forma habitual de ley de Hooke. El factor con {\displaystyle \alpha } es la fuerza no lineal. Se puede reescribir en términos de cantidades continuas definiendo {\displaystyle c={\sqrt {\kappa /\rho }}} como la velocidad de la onda, donde {\displaystyle \kappa =k/h} es el módulo de Young de la cuerda y {\displaystyle \rho =m/h^{3}} es la densidad:
{\displaystyle {\ddot {x}}_{j}={\frac {c^{2}}{h^{2}}}(x_{j+1}+x_{j-1}-2x_{j})[1+\alpha (x_{j+1}-x_{j-1})].}

## Conexión con la ecuación KdV
El límite continuo de las ecuaciones de la cuerda (con el término de fuerza cuadrático) es la ecuación de Korteweg-de Vries (o ecuación KdV). El descubrimiento de esta relación y de las soluciones de solitón de la ecuación KdV por Martin David Kruskal y Norman Zabusky en 1965 fue un paso adelante importante en la investigación de sistemas no lineales. Se reproduce a continuación una derivación de este límite, que presenta ciertas complicaciones. Partiendo de la «forma continua» de las ecuaciones de la red anteriores, se define u(x, t) como el desplazamiento de la cuerda en la posición x y el tiempo t. Por tanto la correspondencia será que {\displaystyle u(p_{j},t)} es {\displaystyle x_{j}(t)}.
{\displaystyle {\ddot {x}}_{j}={\frac {c^{2}}{h^{2}}}(x_{j+1}+x_{j-1}-2x_{j})[1+\alpha (x_{j+1}-x_{j-1})].}
Se puede emplear el teorema de Taylor para reescribir el segundo factor para {\displaystyle h} pequeña (los subíndices de u denotan derivadas parciales):
{\displaystyle {\begin{aligned}\left({\frac {x_{j+1}+x_{j-1}-2x_{j}}{h^{2}}}\right)&={\frac {u(x+h,t)+u(x-h,t)-2u(x,t)}{h^{2}}}\\&=u_{xx}(x,t)+\left({\frac {h^{2}}{12}}\right)u_{xxxx}(x,t)+O(h^{4}).\end{aligned}}}
De forma similar, el segundo término en el tercer factor es
{\displaystyle \alpha (x_{j+1}-x_{j-1})=2\alpha hu_{x}(x,t)+\left({\frac {\alpha h^{3}}{3}}\right)u_{xxx}(x,t)+O(h^{5}).}
Así, el sistema de FPUT se reescribe como
{\displaystyle {\frac {1}{c^{2}}}u_{tt}-u_{xx}=(2\alpha h)u_{x}u_{xx}+\left({\frac {h^{2}}{12}}\right)u_{xxxx}+O(\alpha h^{2},h^{4}).}
Si conservan solo los términos hasta orden O(h) y se asume que {\displaystyle 2\alpha h} se aproxima a un límite, la ecuación resultante presenta ondas de choque, que no se observan en el caso discreto. Por tanto, se mantiene también el término de O(h2):
{\displaystyle {\frac {1}{c^{2}}}u_{tt}-u_{xx}=(2\alpha h)u_{x}u_{xx}+\left({\frac {h^{2}}{12}}\right)u_{xxxx}.}
A continuación se realizan las siguientes sustituciones, motivadas por la descomposición de soluciones de onda viajera (de la ecuación de onda ordinaria, a la que se reduce la anterior cuando se anulan {\displaystyle \alpha ,h}) en ondas que se mueven hacia la izquierda y hacia la derecha, de forma que solo se considerarán ondas que se muevan hacia la derecha. Sean {\displaystyle \xi =x-ct,\ \tau =(\alpha h)ct,\ y(\xi ,\tau )=u(x,t)}. Bajo este cambio de coordenadas, la ecuación se transforma en
{\displaystyle y_{\xi \tau }-\left({\frac {\alpha h}{2}}\right)y_{\tau \tau }=-y_{\xi }y_{\xi \xi }-\left({\frac {h}{24\alpha }}\right)y_{\xi \xi \xi \xi }.}
Para tomar el límite continuo, se asume que {\displaystyle \alpha /h} tiende a una constante, y que {\displaystyle \alpha ,h} tienden a cero. Si se toma {\displaystyle \delta =\lim _{h\to 0}{\sqrt {h/(24\alpha )}}}, entonces
{\displaystyle y_{\xi \tau }=-y_{\xi }y_{\xi \xi }-\delta ^{2}y_{\xi \xi \xi \xi }.}
Tomando {\displaystyle v=y_{\xi }} se obtiene la ecuación KdV:
{\displaystyle v_{\tau }+vv_{\xi }+\delta ^{2}v_{\xi \xi \xi }=0.}
Zabusky y Kruskal argumentaron que era el hecho de que las soluciones de solitón de la ecuación KdV puedan atravesarse entre sí sin afectar a su forma asintótica lo que explicaba la cuasiperiodicidad de las ondas en el experimento de FPUT. En conclusión, que la termalización no podía ocurrir debido a una cierta «simetría de solitones» en el sistema, que rompía la ergodicidad.
Manipulaciones y aproximaciones similares llevan el sistema a la red de Toda, que es también famoso por ser un sistema integrable. También tiene soluciones de solitón, pares de Lax, y puede usarse para justificar la ausencia de ergodicidad en el modelo de FPUT.

## Rutas para la termalización
En 1966, Félix Izrailev y Borís Chírikov propusieron que el sistema se termalizaría si se le proporcionaba la suficiente energía inicial. La idea es que la no linealidad cambia la relación de dispersión, permitiendo interacciones resonantes que transfieren la energía de un modo a otro. Pese a ello, en 1970, Joseph Ford y Gary H. Lunsford insistieron en que la mezcla de modos puede observarse incluso con energías iniciales arbitrariamente pequeñas. Existe una historia larga y compleja de aproximaciones a este problema.
Trabajo más reciente del equipo de Miguel Onorato muestra una ruta alternativa para la termalización. Al reescribir el modelo de FPUT en términos de modos normales, el término no lineal se expresa como una interacción de tres modos (usando el lenguaje de mecánica estadística, esto sería una «interacción de tres fonones»). Sin embargo, no es una interacción resonante, y por tanto no es capaz de transmitir energía de un modo a otro, solo puede generar la recurrencia de FPUT. Así, la interacción de tres fonones no puede termalizar el sistema.
Un punto clave, sin embargo, es que estos modos son combinaciones de modos «libres» y modos «ligados». Esto es, los armónicos superiores están «ligados» al fundamental, de la misma forma que los armónicos superiores en las soluciones de la ecuación KdV están ligados al fundamental. No tienen su propia dinámica y en su lugar están forzados a la misma fase que el fundamental. La termalización, si está presenta, solo puede darse en modos libres.
Para obtener los modos libres, se puede aplicar una transformación canónica que elimina todos los modos que no sean libres (es decir, que no toman parte en interacciones resonantes). Aplicarla al sistema de FPUT resulta en modos oscilatorios que presentan una interacción de cuatro ondas (ya que la transformación elimina las interacciones de tres ondas). Estos cuartetos de ondas interaccionan de forma resonante, es decir, se mezclan los cuatro modos al mismo tiempo. Curiosamente, cuando la cadena de FPUT solo tiene 16, 32 o 64 nodos, estos cuartetos están aislados entre sí. Cualquier modo dado pertenece únicamente a un cuarteto, y la energía no puede transferirse de un cuarteto a otro. Continuando a órdenes mayores de interacción, también existen interacciones resonantes de seis ondas. En otras palabras, todos los modos quedan interconectados y la energía puede transferirse entre los diferentes modos.
La interacción de tres ondas es de intensidad {\displaystyle 1/\alpha } (con la misma {\displaystyle \alpha } de las secciones anteriores). La interacción de cuatro ondas es de intensidad {\displaystyle 1/\alpha ^{2}} y la de seis ondas es de intensidad {\displaystyle 1/\alpha ^{4}}. Basándose en los principios generales de la correlación de interacciones (que surgen de la jerarquía BBGKY), se esperaría que el tiempo de termalización vaya con el cuadrado de la interacción. Así, la red de FPUT (de tamaño 16, 32 o 64) terminará termalizándose, en una escala de orden {\displaystyle 1/\alpha ^{8}}. Claramente, este tiempo es muy grande para interacciones débiles {\displaystyle \alpha \ll 1}; de forma que la recurrencia de FPUT parecerá mantenerse sin cambios. Este resultado particular se cumple para estos tamaños de red concretos. Para otros tamaños de red las interacciones resonantes de cuatro y de seis ondas pueden no mezclar modos (porque las zonas de Brillouin sean de distinto tamaño, y por tanto la combinatoria de qué vectores de onda puedan sumar cero cambia). La obtención de procedimientos genéricos para la obtención de transformaciones canónicas que linealicen los modos ligados permanece como un campo activo de investigación.
Sin embargo, un estudio reciente, encontró divergencias en la transformación canónica usada para eliminar las interacciones de tres ondas debido a la presencia de denominadores pequeños. Estos denominadores pequeños son más marcados cuando se excitan los modos inferiores, y más significativos cuando aumenta el tamaño del sistema. Estos resultados son también muestra de que podría existir un umbral de estocasticidad en el sistema {\displaystyle \alpha }-Fermi-Pasta-Ulam-Tsingou .